# Vehicle amb motor de combustió interna d'hidrogen

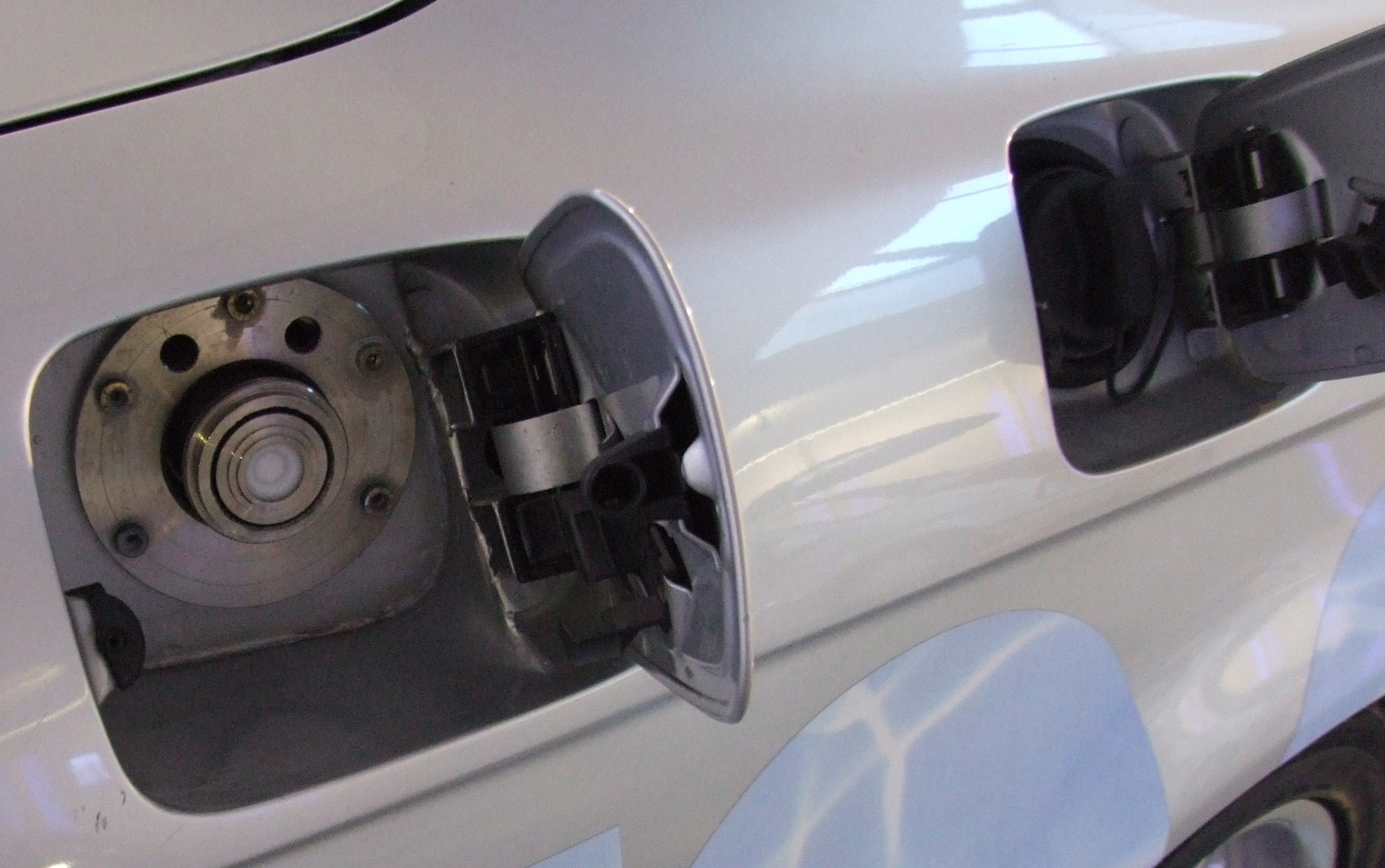
Coll de farciment d'hidrogen d'un BMW, Museum Autovision, Altlußheim, Alemanya

Un vehicle amb motor de combustió interna d'hidrogen (HICEV) és un tipus de vehicle d'hidrogen que utilitza un motor de combustió interna. Els vehicles amb motor de combustió interna d'hidrogen són diferents dels vehicles de piles de combustible d'hidrogen (que utilitzen l'hidrogen electroquímicament més que per combustió). En canvi, el motor de combustió interna d'hidrogen és simplement una versió modificada del tradicional motor de combustió interna de gasolina. L'absència de carboni fa que no es produeixi CO2, la qual cosa elimina la principal emissió de gasos d'efecte hivernacle d'un motor de petroli convencional.

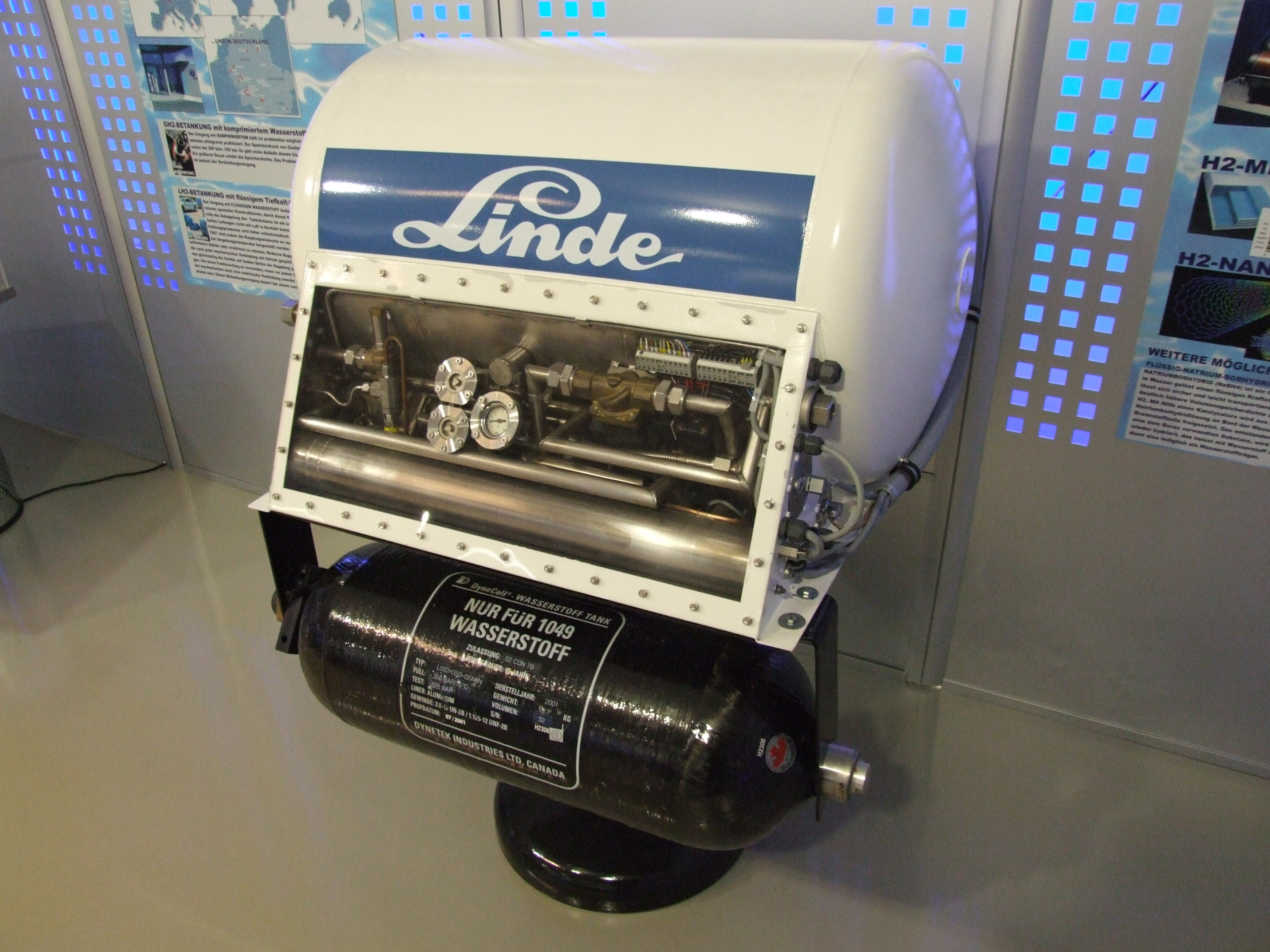
Un dipòsit d'hidrogen líquid de Linde, Museum Autovision, Altlußheim, Alemanya

Com que l'hidrogen pur no conté carboni, no hi ha contaminants basats en carboni, com ara monòxid de carboni (CO) o hidrocarburs (HC), ni hi ha diòxid de carboni (CO2) a l'escapament. Com que la combustió d'hidrogen es produeix en una atmosfera que conté nitrogen i oxigen, pot produir òxids de nitrogen coneguts com a {\displaystyle {\ce {NO2}}}. D'aquesta manera, el procés de combustió s'assembla molt a altres combustibles de combustió d'alta temperatura, com ara querosè, gasolina, gasoil o gas natural. Per tant, els motors de combustió d'hidrogen no es consideren emissions zero.
Un inconvenient és que l'hidrogen és difícil de manejar. A causa de la mida molt petita de la molècula d'hidrogen, l'hidrogen és capaç de filtrar-se a través de molts materials aparentment sòlids en un procés anomenat fragilització de l'hidrogen. El gas d'hidrogen escapat barrejat amb aire és potencialment explosiu.

## Història
François Isaac de Rivaz va dissenyar el 1806 el motor De Rivaz, el primer motor de combustió interna, que funcionava amb una barreja d'hidrogen/oxigen. Étienne Lenoir va produir l'hipomòbil el 1863. El 1970, Paul Dieges va patentar un motor de combustió interna modificat que permet que un motor de gasolina funcioni amb hidrogen.
La Universitat de Tòquio ha estat desenvolupant motors de combustió interna d'hidrogen des de 1970. Recentment van desenvolupar un autobús i un camió alimentats amb hidrogen.
Mazda ha desenvolupat motors Wankel que cremen hidrogen. L'avantatge d'utilitzar ICE (motor de combustió interna) com els motors Wankel i de pistons és que el cost de reequipament per a la producció és molt més baix. L'ICE de tecnologia existent encara es pot utilitzar per resoldre aquells problemes en què les piles de combustible encara no són una solució viable, per exemple, en aplicacions de clima fred.
L'any 1990 un vehicle elèctric solar es va convertir en hidrogen mitjançant un motor de 4 temps de 107 ml. Es va utilitzar en un projecte de recerca que examinava i mesurava les pèrdues de les conversions d'energia solar -> electricitat -> electròlisi -> emmagatzematge -> motor -> transmissió -> rodes. En comparació amb el seu mode elèctric de bateria anterior, l'autonomia va resultar més gran, però l'eficiència del sistema més baixa i el generador d'hidrogen alcalí disponible massa gran per portar-lo a bord. S'alimentava d'una instal·lació solar estacionària i l'hidrogen produït s'emmagatzemava en ampolles a pressió.
Entre 2005 i 2007, BMW va provar un cotxe de luxe anomenat BMW Hydrogen 7, impulsat per un hidrogen ICE, que va aconseguir 301 km/h (187 mph) en proves. Almenys dos d'aquests conceptes s'han fabricat.
S'han demostrat carretons elevadors HICE basats en motors de combustió interna dièsel convertits amb injecció directa.
Alset GmbH va desenvolupar un sistema híbrid d'hidrogen que permet al vehicle utilitzar gasolina i combustibles d'hidrogen de manera individual o al mateix temps amb un motor de combustió interna. Aquesta tecnologia es va utilitzar amb l'Aston Martin Rapide S durant les 24 Hores de Nürburgring. El Rapide S va ser el primer vehicle que va acabar la carrera amb tecnologia d'hidrogen.
El desenvolupament de motors de combustió interna d'hidrogen ha estat rebent més interès recentment, especialment per als vehicles comercials pesats. Part de la motivació d'això és com a tecnologia pont per assolir els objectius futurs d'emissions CO2 climàtiques i com a tecnologia més compatible amb el coneixement i la fabricació d'automoció existents.
El setembre de 2022, Kawasaki va presentar un motor de combustió d'hidrogen desenvolupat amb el mateix injector que el Corolla d'hidrogen, basat en el Ninja H2.
El maig de 2023, Yamaha, Honda, Kawasaki i Suzuki van rebre l'aprovació del Ministeri d'Economia, Comerç i Indústria del Japó (METI) per formar una associació de recerca tecnològica anomenada HySE (Hydrogen Small mobility & Engine technology) per desenvolupar motors alimentats amb hidrogen per a la petita mobilitat.

## Eficiència
L'eficiència tèrmica d'un cicle Otto ideal depèn de la relació de compressió i millora del 47% al 56% quan aquesta augmenta de 8 a 15. Els motors dels vehicles pràctics aconsegueixen el 50-75% d'això, amb un 60% es suggereix com a límit de cost il·limitat. No obstant això, una presentació a la conferència d'Oak Ridge afirma que el límit d'eficiència teòrica és del 100%, basat en que és un motor de cicle obert i, per tant, no està limitat per l'eficiència de Carnot. En comparació, l'eficiència d'una pila de combustible està limitada per l'energia lliure de Gibbs, que normalment és més alta que la de Carnot. La determinació del rendiment d'una pila de combustible depèn de l'avaluació termodinàmica. Utilitzant el poder calorífic més baix de l'hidrogen, l'eficiència màxima de la pila de combustible seria del 94,5%.

## Emissions contaminants
La combustió d'hidrogen amb oxigen produeix vapor d'aigua com a únic producte:
2H2 + O2 → 2H2O
Tanmateix, l'aire és una barreja de gasos, i el gas més abundant a l'aire és el nitrogen. Per tant, la combustió de l'hidrogen a l'aire produeix òxids de nitrogen, coneguts com {\displaystyle {\ce {NOx}}}. En aquest sentit, el procés de combustió és molt semblant a altres combustibles de combustió d'alta temperatura, com el querosè, la gasolina, el gasoil o el gas natural. Aquest problema s'agreuja amb les altes temperatures generades per la combustió de l'hidrogen. Com a tals, els motors de combustió d'hidrogen no es consideren emissions zero.
A finals de 2021, gairebé el 96% de la producció mundial d'hidrogen era de gas natural (47%), carbó (27%) i petroli (22%) i només al voltant del 4% provenia de l'electròlisi. Les emissions de la combustió d'hidrogen poden ser insignificants, però les emissions de la producció d'hidrogen són actualment superiors a la combustió directa de la font.

## Adaptació dels motors existents
Les diferències entre un ICE d'hidrogen i un motor de gasolina tradicional inclouen vàlvules i seients de vàlvules endurits, bieles més fortes, bugies amb punta sense platí, una bobina d'encesa de voltatge més alt, injectors de combustible dissenyats per a gas en comptes d'un líquid, amortidor de cigonyal més gran, material de junta de capçal més fort, col·lector d'admissió modificat (per a sobrealimentador), sobrealimentador de pressió positiva i oli de motor d'alta temperatura. Totes les modificacions suposarien aproximadament un punt cinc vegades (1,5) el cost actual d'un motor de gasolina. Aquests motors d'hidrogen cremen combustible de la mateixa manera que ho fan els motors de gasolina.